# I Don’t Know What You Want But I Can’t Give It Anymore
«I Don’t Know What You Want But I Can’t Give It Anymore» (иногда сокращается до «I Don’t Know What You Want» или «IDK») (рус. Я не знаю чего ты хочешь, но больше не могу этого дать) — песня британской поп-группы Pet Shop Boys. Была выпущена в 1999 году как первый сингл с альбома Nightlife и достигла пятнадцатого места в британском музыкальном чарте.

## Список композиций

### UK CD Single (Parlophone)
1. «IDK»
2. «Silver Age»
3. «Screaming»

### UK CD Single 2 (Parlophone)
1. «IDK» (The Morales Remix)
2. «IDK» (Three Maddkatt Courtship 80 Witness Mix)
3. «Je T’Aime… Moi Non Plus»

## Высшие позиции в чартах
| Страна                         | Место |
| ------------------------------ | ----- |
| Финляндия                      | 5     |
| Италия                         | 9     |
| Великобритания                 | 15    |
| Австрия                        | 37    |
| Нидерланды                     | 64    |
| Германия                       | 23    |
| Швеция                         | 26    |
| Швейцария                      | 28    |
| США (чарт Hot Sales)           | 66    |
| США (чарт Hot Dance Club Play) | 1     |